# Modello degli elettroni quasi liberi
In fisica dello stato solido, il modello degli elettroni quasi liberi (o modello NFE dall'inglese) è un modello quantistico delle proprietà fisiche degli elettroni che possono muoversi quasi liberamente nel reticolo cristallino di un solido. Il modello è strettamente legato alla più concettuale approssimazione del reticolo vuoto. Il modello permette di comprendere e calcolare la struttura elettronica a bande soprattutto dei metalli.
Questo modello è un miglioramento diretto del modello di Sommerfeld, nel quale il metallo viene considerato come un gas di elettroni non interagenti e gli ioni vengono completamente trascurati.

## Formulazione matematica
Il modello in questione è una modifica del modello di Sommerfeld che comprende una debole perturbazione periodica come modello dell'interazione tra gli elettroni di conduzione e gli ioni in un solido cristallino. Questo modello, come il modello di Sommerfeld, non tiene conto delle interazioni elettrone–elettrone; ciò significa che la approssimazione di elettroni indipendenti è ancora valida.
Come mostrato dal teorema di Bloch, introdurre un potenziale periodico nell'equazione di Schrödinger porta a una funzione d'onda della forma
{\displaystyle \psi _{\mathbf {k} }(\mathbf {r} )=u_{\mathbf {k} }(\mathbf {r} )e^{i\mathbf {k} \cdot \mathbf {r} }}
dove la funzione uk ha la stessa periodicità del reticolo:
{\displaystyle u_{\mathbf {k} }(\mathbf {r} )=u_{\mathbf {k} }(\mathbf {r} +\mathbf {T} )}
(dove T è un vettore di traslazione nel reticolo.)
Poiché è un'approssimazione di elettroni quasi liberi si può assumere che
{\displaystyle u_{\mathbf {k} }(\mathbf {r} )\approx {\frac {1}{\sqrt {\Omega _{r}}}}}
Una soluzione di questa forma può essere inserita nell'equazione di Schrödinger, portando all'equazione centrale:
{\displaystyle (\lambda _{\mathbf {k} }-\epsilon )C_{\mathbf {k} }+\sum _{\mathbf {G} }U_{\mathbf {G} }C_{\mathbf {k} -\mathbf {G} }=0}
dove l'energia cinetica {\displaystyle \lambda _{\mathbf {k} }} è data da
{\displaystyle \lambda _{\mathbf {k} }\psi _{\mathbf {k} }(\mathbf {r} )=-{\frac {\hbar ^{2}}{2m}}\nabla ^{2}\psi _{\mathbf {k} }(\mathbf {r} )=-{\frac {\hbar ^{2}}{2m}}\nabla ^{2}(u_{\mathbf {k} }(\mathbf {r} )e^{i\mathbf {k} \cdot \mathbf {r} })}
che, dopo aver diviso per {\displaystyle \psi _{\mathbf {k} }(\mathbf {r} )}, si riduce a
{\displaystyle \lambda _{\mathbf {k} }={\frac {\hbar ^{2}k^{2}}{2m}}}
assumendo che {\displaystyle u_{\mathbf {k} }(\mathbf {r} )} sia quasi costante e {\displaystyle \nabla ^{2}u_{\mathbf {k} }(\mathbf {r} )\ll k^{2}.}
I parametri reciproci Ck e UG sono rispettivamente i coefficienti di Fourier della funzione d'onda ψ(r) e del potenziale periodico del reticolo U(r):
{\displaystyle U(\mathbf {r} )=\sum _{\mathbf {G} }U_{\mathbf {G} }e^{i\mathbf {G} \cdot \mathbf {r} }}
{\displaystyle \psi (\mathbf {r} )=\sum _{\mathbf {k} }C_{\mathbf {k} }e^{i\mathbf {k} \cdot \mathbf {r} }}
I vettori G sono i vettori del reticolo reciproco e i valori discreti di k sono determinati dalle condizioni al contorno del reticolo considerato.
In una qualsiasi analisi perturbativa, bisogna considera il caso di base a cui la perturbazione viene applicata. Qui, il caso di base è con U(x) = 0, e pertanto tutti i coefficienti di Fourier del potenziale sono anch'essi zero. In questo caso l'equazione centrale si riduce alla forma
{\displaystyle (\lambda _{\mathbf {k} }-\epsilon )C_{\mathbf {k} }=0}
Questa identità significa che per ogni k, deve valere uno dei seguenti casi:
1. {\displaystyle C_{\mathbf {k} }=0},
2. {\displaystyle \lambda _{\mathbf {k} }=\epsilon }

Se i valori di {\displaystyle \lambda _{\mathbf {k} }} sono non degeneri, allora il secondo caso accade per un solo valore di k mentre per il resto il coefficiente dello sviluppo di Fourier {\displaystyle C_{\mathbf {k} }} deve essere nullo.  In questo caso non degenere, si ritrova il risultato standard per un gas di elettroni liberi:
{\displaystyle \psi _{\mathbf {k} }\propto e^{i\mathbf {k} \cdot \mathbf {r} }}
Nel caso degenere, tuttavia, ci sarà un insieme di vettori k1, ..., km con λ1 = ... = λm.  Quando l'energia {\displaystyle \epsilon } è uguale a questo valore di λ, ci saranno m soluzioni a onda piana indipendenti delle quali una qualunque combinazione lineare è anch'essa una soluzione:
{\displaystyle \psi \propto \sum _{j=1}^{m}A_{j}e^{i\mathbf {k} _{j}\cdot \mathbf {r} }}
La teoria delle perturbazione non degenere e degenere può essere applicata in questi due casi per trovare i coefficienti di Fourier Ck della funzione d'onda (corretti al primo ordine in U) e gli autovalori dell'energia (corretti al secondo ordine in U).  Un importante risultato di questo calcolo è che al primo ordine non c'è alcuno spostamento dell'energia ε in assenza di degenerazioni, mentre c'è nel caso di quasi-degenerazione; ciò implica che quest'ultimo caso è più importante da analizzare. In particolare, al bordo della zona di Brillouin (o, equivalentemente, a ogni punto su un piano di Bragg), si trova una degenerazione doppia dell'energia che porta a uno spostamento dato da:
{\displaystyle \epsilon =\lambda _{\mathbf {k} }\pm |U_{\mathbf {G} }|}
Questo gap di energia tra le zone di Brillouin è conosciuto con il nome di banda proibita o gap delle bande, e vale {\displaystyle 2|U_{\mathbf {G} }|}.
In conclusione, introdurre il potenziale periodico come una piccola perturbazione cambia la soluzione dell'equazione di Schrödinger, portando a una banda proibita.

## Giustificazioni
In questo modello, si assume che l'interazione tra gli elettroni di conduzione e gli ioni possa essere modellizzata con un "debole" potenziale perturbativo. Questo potrebbe sembrare un'approssimazione forte, perché l'attrazione di Coulomb tra queste due particelle di carica opposta può essere piuttosto significativa a brevi distanze. Si può giustificare, tuttavia, sottolineando due importanti proprietà dei sistema quantistici:
1. La forza tra gli ioni e gli elettroni è massima a distanza molto piccole. Tuttavia, agli elettroni di conduzione non è "permesso" di avvicinarsi agli ioni a causa del principio di esclusione di Pauli: gli orbitali più vicini allo ione sono già occupati dagli elettroni più interni dello ione. Pertanto, gli elettroni di conduzione non potranno avvicinarsi abbastanza agli ioni da sentire la forza massima.
2. Inoltre, gli elettroni più interni schermano la carica dello ione "vista" dagli elettroni di conduzione. Il risultato è una carica nucleare efficace sentita dagli elettroni di conduzione che è significativamente ridotta rispetto alla vera carica nucleare.